# Liocoryphe gertrudae
Liocoryphe gertrudae is een pissebed uit de familie Stenetriidae. De wetenschappelijke naam van de soort is voor het eerst geldig gepubliceerd in 1991 door Müller.